# Andy Devine
Andy Devine, född 7 oktober 1905 i Flagstaff, Arizona, död 18 februari 1977 i Orange, Kalifornien, var en amerikansk skådespelare kanske mest känd för sin speciella röst och för olika roller som komisk birollsfigur i western-filmer.
Devine spelade amerikansk fotboll i college, vilket ledde till hans första roll i stumfilmen The Collegians (1926). Under hela sin karriär medverkade han i hundratals filmer.
Hans lite konstiga röst, orsakad av en olycka i ungdomen, blev ett av Devines starkaste kort, folk mindes den rösten.
Devine dog i leukemi 1977.

## Filmografi i urval
- 1936 – Storstaden lockar
- 1937 – Skandal i Hollywood
- 1939 – Diligensen
- 1953 – SOS - vi nödlandar
- 1960 – Huckleberry Finns äventyr
- 1961 – Två red tillsammans
- 1962 – Mannen som sköt Liberty Valance
- 1973 – Robin Hood (röst)